# 新宮祭
新宮祭（しんぐうさい）は、石川県七尾市中島町の釶打（なたうち）地区で開催される祭りである。

## 概要
新宮祭はかつては9月１５日開催であったが、現在は9月の秋分の日に行われている。
天高くそびえ立つ紅の枠旗（わくばた）と、珍妙な踊りで祭り行列を先導する猿田彦が見どころである。
1995年（平成7年）6月28日に、「新宮祭の枠旗行事（しんぐうさいのわくばたぎょうじ）」という名称で中島町（現在は七尾市）の無形民俗文化財に指定された。

## 枠旗
枠旗とは、木の枠に赤い旗を付けたものであり、大きさは大体10mから20ｍである。数多い旗の中でも西谷内区服狭雄神社の「金紗旗」がまれにみる大旗として有名で、旗部分だけで長さ9m80cm、幅1m55cmもある。
河内地区にはさらに大きな20ｍの旗があるが、人手不足により出すことが困難となっている。
秋晴れの空と黄金色の田んぼを背景に紅の枠旗が練り歩く様は壮観である。

## 歴史
新宮祭は、1000年以上前（鎌倉時代）からあるとされていて、収穫を祝うためとされている。

## 新宮祭を紹介する施設
- 中島お祭り資料館・お祭り伝承館 – 七尾市中島町横田）にある、中島町で催される枠旗祭りの山車等を展示し紹介する施設。館内には実物大の枠旗の展示のほか、実際に祭りに使われている38の末社の猿田彦面などが展示されている。

詳細は「中島お祭り資料館・お祭り伝承館」を参照